# Livio Baistrocchi
Livio Baistrocchi (Genova, 1945) è un brigatista italiano, militante della colonna di Genova delle Brigate Rosse durante gli anni di piombo. 
Tuttora risulta latitante.

## Biografia
Pittore e militante del PCI in prima gioventù e poi di Potere Operaio, fece parte fin dalla sua costituzione nel 1975 della colonna ligure delle Brigate Rosse, ma con intervallo di oltre un anno e della quale divenne uno dei dirigenti più importanti solo nel 1977, partecipando con un ruolo diretto a molti dei più sanguinosi attentati della formazione terroristica genovese. Mai entrato in clandestinità e poco conosciuto agli inquirenti, come altri importanti militanti della colonna brigatista di Genova, si segnalò per la sua totale aderenza alle istanze più radicali dell'organizzazione dimostrando una fredda determinazione nel corso di una serie di attentati a cui prese parte. Il suo nome di battaglia nell'organizzazione era "Lorenzo". 
Inserito nel nucleo dirigente della colonna genovese, insieme a Riccardo Dura, Fulvia Miglietta e Luca Nicolotti, espresse una netta posizione a favore soprattutto di un incremento dell'attività terroristica armata. Nel 1977 fu uno dei componenti di un nucleo armato, costituito anche da Luca Nicolotti, Francesco Lo Bianco ed Enrico Fenzi, responsabile della gambizzazione del dirigente industriale comunista, Carlo Castellano. Avrebbe fatto parte anche dei nuclei operativi degli attentati contro dirigenti e politici locali, come gli esponenti della Democrazia Cristiana Angelo Sibilla, colpito l'11 luglio 1977, Filippo Peschiera, il 19 gennaio 1978, e Giancarlo Dagnino ferito alle gambe il 24 aprile 1979.
Nell'ultima parte della sanguinosa storia della colonna genovese delle Brigate Rosse, Baistrocchi assunse un ruolo ancora più attivo dal punto di vista operativo; mentre non è del tutto certa, ma testimoniata, la sua partecipazione al mortale attentato contro i carabinieri Vittorio Battaglini e Mario Tosa a Sampierdarena il 21 novembre 1979, fu invece uno dei protagonisti dell'agguato di via Riboli del 25 gennaio 1980, in cui furono uccisi il tenente colonnello dei carabinieri Emanuele Tuttobene e il suo autista, l'appuntato Antonino Casu. Baistrocchi sarebbe stato affiancato in questi tragici attentati da Lorenzo Carpi, nome di battaglia, "Elio" e Francesco Lo Bianco , nome di battaglia, "Giuseppe".
Sembra che Livio Baistrocchi, nonostante l'attività terroristica armata, cresciuta di mese in mese, non fosse ancora noto agli inquirenti, e che il suo nome sia emerso solo dopo la disgregazione della colonna di Genova, grazie alle testimonianze di una serie di brigatisti che collaborarono con le forze dell'ordine. Questi pentiti lo descrissero come un rigido "militarista" ed uno spietato esecutore. Enrico Fenzi lo definì l'unico vero "terrorista" che abbia conosciuto all'interno delle Brigate Rosse, interessato solo alle armi, scarsamente coinvolto in valutazioni politiche e convinto dell'importanza preminente dell'azione armata . In realtà, era già noto agli inquirenti dal giugno del 1976, quando vennero autorizzate le intercettazioni telefoniche, subito disposte dopo l'assassinio del giudice Francesco Coco e della sua scorta, prima che le indagini venissero trasferite per competenza a Torino. Il Tribunale, che già aveva istruito il processo relativo al rapimento di Mario Sossi, lo fecero conoscere come amico e compagno, molto affine al prof. Faina, che aveva già lasciato le Brigate Rosse embrionali genovesi otto mesi prima, seguito, almeno a quanto diceva, dal Baistrocchi che comunque, fece poi ritorno nell'organizzazione terroristica, nei primi mesi del '77 come testiminia il Fenzi che ne mediò il rientro. Le indagini, comprese le intercettazioni, spaziavano su diversi fronti, per questi i magistrati genovesi per lungo tempo brancolarono nel buio, anche se disponevano di lunga ed eterogenea lista di aderenti a un fantomatico Comitato Lazagna risalente a due anni prima, composto anche da democratici e garantisti, ma soprattutto da militanti di un movimento a cui appartenevano elementi già noti per le loro posizioni più radicali all'Università, come i prof.Fenzi e Faina, o extraparlamentari simpatizzanti brigatisti come il Bertulazzi, e di molte femministe. L'interlocutore principale fu il appunto il Baistrocchi, che si accingeva a passare le vacanze estive con il professore e suoi famigliari. Per questo era da tempo conosciuto dai Carabinieri. Tali intercettazioni, insieme alle indagini di altri investigatori, vennero trasmesse a Torino e messe agli atti sia del processo Naria, che nel processo alle Brigate Rosse. Tali atti delineavano l'esistenza di una struttura potenzialmente terroristica, a capo della quale vi era il genovese Naria e i suoi collaboratori, definiti "fainisti", che comprendeva, ovviamente, il professore, il Grasso, altri neolaureati, alcune femministe ed il Baistrocchi. 
Come si può leggere negli atti del procedimento penale n° 5128/76 R.G.P.M. di Torino, poi confluito nel procedimento penale n° 1778/80 A, le intercettazioni telefoniche con la voce del Baistrocchi, per quanto sembra, non estese ad una sua utenza, confluirono, insieme ad altre, in un rapporto della polizia giudiziaria che, dopo il decreto di intercettazione firmato dal P.M. genovese Di Noto, subito dopo l'attentato, i Carabinieri redassero per conto del magistrato Giancarlo Caselli in relazione alle indagini sull'estremismo radicale genovese a capo di Giuliano Naria e degli extraparlamentari considerati più estremisti. Baistrocchi, Faina e il gruppo delle femministe più radicali vennero così presentati ai giudici torinesi come il ritratto di un ambiente politico locale estremista, presenti nell'istruttoria su Giuliano Naria, poi confluita nel più generale P.P. n° 1778/80 A, aperto, dopo le dichiarazioni di Patrizio Peci, con "sentenza di rinvio a giudizio" , in data 9 dicembre 1982. In un primo momento, la collocazione, per così dire movimentista e marginale del Baistrocchi, nella relazione genovese dei Carabinieri, contribuì forse a non considerarlo un possibile brigatista, anche se è strano che, dopo quattro anni nessuna indagine di polizia giudiziaria fosse stata specificamente attivata sul suo conto, tanto più, dopo il mandato di cattura dell'autunno 1977 contro il prof.Gianfranco Faina e l'arresto per banda armata o associazione sovversiva, nel blitz del generale Dalla Chiesa di persone citate nel rapporto sul milieu genovese del Naria, quali Isa Ravazzi ed Enza Siccardi o di Luigi Grasso, oggetto con Gianfranco Faina, delle citare intercettazioni telefoniche giudiziarie del giugno luglio 1976, persone peraltro tutte assolte o prosciolte in tempi diversi dalle imputazioni in questione. Invano chi scorresse le pagine dei rapporti firmati dal Generale nel 1979, quello del 16 maggio poi usato come testo nell'audizione alla Commissione Parlamentare Moro dell'estate 1980, più tardi pubblicato nei relativi atti nel 1987, Edizioni dello Stato, troverebbe il nominativo del Baistrocchi, nonostante egli fosse stato segnalato dall'attività investigativa del medesimo corpo di appartenenza, l'Arma dei Carabinieri.
Baistrocchi non fu coinvolto nella drammatica irruzione dei carabinieri in via Fracchia del 28 marzo 1980, anche se forse aveva un appuntamento con tre brigatisti presenti nell'appartamento di Annamaria Ludmann, per portare a termine il giorno successivo un nuovo attentato. Mentre la colonna genovese crollava sotto i continui colpi degli apparati dello stato, Baistrocchi preferì, agli inizi degli anni ottanta, abbandonare le Brigate Rosse e riuscì a sfuggire alle ricerche delle forze dell'ordine, facendo perdere completamente le sue tracce, verosimilmente espatriando all'estero.
Condannato all'ergastolo, risulta ancora ufficialmente latitante ma non si hanno più sue notizie da molti anni.